# Burglengenfeld
Burglengenfeld – miasto w Niemczech, w kraju związkowym Bawaria, w rejencji Górny Palatynat, w regionie Oberpfalz-Nord, w powiecie Schwandorf. Leży około 15 km na południe od Schwandorfu, nad rzeką Naab, przy drodze B15.

## Dzielnice
W skład miasta wchodzą cztery dzielnice: 
- Altstadt
- Wölland
- Sand
- Vorstadt

## Współpraca
Miejscowości partnerskie:
- Johanngeorgenstadt, Saksonia
- Pithiviers, Francja
- Radotin – dzielnica Pragi, Czechy